# Olaf Beyer
Olay Beyer (* 4. srpna 1957, Grimma, Sasko) je bývalý východoněmecký atlet, běžec, který se věnoval středním tratím, zejména půlce.
Své největší úspěchy zaznamenal v roce 1978. Na halovém ME v Miláně nestačil jen na Fina Markku Taskinena a získal stříbro v běhu na 800 metrů. V témž roce se stal na stejné trati v Praze mistrem Evropy. Trať zaběhl v novém osobním rekordu 1:43,84. Na druhém místě doběhl Steve Ovett z Velké Británie a bronz vybojoval jeho krajan Sebastian Coe.
V roce 1980 reprezentoval na letních olympijských hrách v Moskvě, kde skončil ve třetím semifinálovém běhu na čtvrtém místě a do finále se nedostal. O dva roky později doběhl na mistrovství Evropy v Athénách sedmý.